# 11404 Віттіг
11404 Віттіг (11404 Wittig) — астероїд головного поясу, відкритий 19 січня 1999 року.
Тіссеранів параметр щодо Юпітера — 3,188.